# Tjuvar och älskare (film, 1986)
Tjuvar och älskare (franska: Tenue de soirée) är en fransk dramakomedi från 1986 i regi av Bertrand Blier.

## Rollista i urval
- Gérard Depardieu - Bob
- Michel Blanc - Antoine
- Miou-Miou - Monique
- Bruno Crémer - konstsamlaren
- Jean-Pierre Marielle - den deprimerade mannen
- Caroline Sihol - den deprimerade hustrun
- Michel Creton - Pedro